# Chorisodontium setaceum
Chorisodontium setaceum là một loài Rêu trong họ Dicranaceae. Loài này được (E.B. Bartram) E.B. Bartram mô tả khoa học đầu tiên năm 1929.